# Valentin Oehen
Valentin Oehen, né le 26 juin 1931 à Neudorf dans le canton de Lucerne, et mort le 2 juin 2022 à Nottwil, est une personnalité politique suisse membre des Démocrates suisses.

## Biographie
Nommé président des démocrates suisses en 1968, il quitte le parti en 1986 pour fonder le Parti écologiste libéral à la suite d'un différend entre lui et Markus Ruf.
Il est élu de 1971 à 1987 au Conseil national comme représentant du canton de Berne. Ingénieur agronome, le lundi suivant l'élection il est immédiatement licencié de son poste de fonctionnaire de la Eidgenossischen zentrastelle des milchwirtschatlichen kontrol und beratungsdienstes, soit l'organisme chargé du controle de la production de lait en Suisse. Pendant cette période, il participe au lancement de certaines initiatives suisses contre la surpopulation étrangère, en particulier en présidant l'«action nationale contre la surpopulation étrangère» en 1972 qui dépose, le 26 octobre 1979 l'initiative populaire « contre le bradage du sol national », refusée en votation populaire le 20 mai 1984.
En mai 1988, il annonce la dissolution de son parti à la suite de problèmes financiers liés au manque de succès électoraux et se retire de la vie politique, ne conservant que son mandat de député au Grand conseil du canton du Tessin.
En 1979, le Conseil national rejette par 131 voix contre 3 son initiative parlementaire réclamant la réintroduction de la peine de mort pour l'assassinat et la prise d'otages.